# Triodia (insecte)
Pour les articles homonymes, voir Triodia.
Genre
Triodia est un genre d'insectes lépidoptères (papillons) de la famille des Hepialidae.

## Liste des espèces
- Triodia adriatica (Osthelder, 1931) - Balkans
- Triodia amasina (Herrich-Schäffer, 1851) - Turquie
- Triodia froitzheimi - Jordanie
- Triodia laetus - Russie centrale, Arménie
- Triodia mlokossevitschi - Arménie
- Triodia nubifer -  Russie centrale, Kazakhstan
- Triodia sylvina (Linnaeus, 1761) - Europe occidentale : la sylvine.